# Банкс, Ноакай
Ноакай Доминик Банкс (англ. Noahkai Dominic Banks; родился 1 декабря 2006, Гонолулу, Гавайи, США) — американский футболист, центральный защитник немецкого клуба «Аугсбург».

## Клубная карьера
Воспитанник немецкой команды «Дитмансрид», в 2015 году Ноакай Банкс попал в академию клуба «Аугсбург», с которым подписал свой первый профессиональный контракт в июле 2024 года. Летом того же года Банкс был вызван в сборную США до 20 лет на молодёжный чемпионат КОНКАКАФ, однако он предпочёл остаться в Германии, чтобы принять участие в предсезонной подготовке «Аугсбурга». 19 октября 2024 года впервые попал в заявку основной команды клуба на матч Бундеслиги против «Фрайбурга», однако на поле не появился. 12 января 2025 года Банкс дебютировал в чемпионате Германии, выйдя на замену в матче против «Штутгарта».

## Карьера в сборной
Банкс выступал за сборные США до 17, до 19 и до 20 лет, но также имеет право представлять Германию.